# Johan Frederik Schweitzer

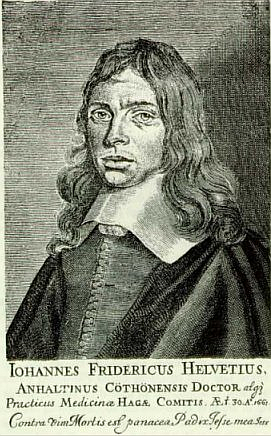
Kopergravure met het portret van Johann Friedrich Schweitzer

Johan Frederik Schweitzer dan wel Joannes Fridericus Helvetius (Köthen, 1629 of 1630 − Den Haag, 29 augustus 1709) was een Nederlands heelkundige en alchemistisch schrijver van Duitse afkomst. Hij is bekend om zijn boek Vitulus Aureus (Het Gouden Kalf), gepubliceerd in 1667. Een ander boek is Ichts aus Nichts, für alle Begierigen der Natur uit 1655. In 2009 werd bij boekhandel De Slegte een tot dan toe onbekend werk van hem gevonden: Urims en Thumims Edel-Gesteentes, Vyer- en Licht-Gesichte, of Ooge-bril van sijn Doorschijnent Cristalyne Gout (2e druk uit 1693).
Hij is beroemd om het verhaal dat hij daadwerkelijk de transmutatie van lood in goud uitvoerde. Hij was naar men zegt ook de persoonlijk arts van de toenmalige Prins van Oranje. Als geboorteplaats wordt Köthen, Anhalt gegeven. Hij schijnt Baruch Spinoza gekend te hebben.

## Verhaal over transmutatie
Zoals ook over Van Helmont wordt gezegd, zou hij door een 'geheimzinnige vreemdeling' bezocht zijn die een 'geheim' meebracht. Helvetius vertelt dat op 27 december 1666 een man hem bezocht in zijn huis in Den Haag. Hij stelde zich voor als 'Elias', was 42 jaar en had lang zwart haar. Ze praatten over Helvetius' publicatie over de Engelse alchemist Kenelm Digby en over de steen der wijzen, die de vreemdeling zelf zou kunnen maken. Drie weken na de eerste ontmoeting bracht de vreemdeling hem een steen, die er niet bijzonder uitzag. Helvetius merkte op dat de steen wel erg klein was, waarop Elias de steen in twee brak en de helft in het vuur gooide. De andere helft gaf hij aan Helvetius, zeggende dat slechts een kleine hoeveelheid volstond om lood om te vormen tot goud. Elias verdween en kwam nooit meer terug, en Helvetius beweert dat hij met die steen in staat is geweest om goud te maken. Hij had het aldus gemaakte goud zelfs naar een goudsmid gebracht die het voor echt verklaarde. De transmutatie was meteen een cause célèbre, en zelfs Spinoza was ervan overtuigd dat Helvetius en zijn vrouw echt goud hadden gemaakt. Ook hij vermeldt, net als Van Helmont, dat de Steen de kleur van saffraan heeft. Het verslag dat hij doet van zijn transmutatie (lood naar goud) uit 1667 is een heel bekend werk geworden in het alchemistisch corpus. Een bijkomend vreemd aspect aan deze zaak is dat Paracelsus had voorspeld dat er een man met de naam Elias (die 'de Kunst' beoefende) als alchemistische messias zou komen om de geheimen van God te openbaren en de mensheid van zichzelf te redden.